# John Fraser Muth
John Fraser Muth (27 settembre 1930 – Key West, 23 ottobre 2005) è stato un economista statunitense, noto come padre della rivoluzione economica delle aspettative razionali, in virtù del suo articolo "Rational Expectations and the Theory of Price Movements" del 1961.
Muth sosteneva che le aspettative "sono essenzialmente la stessa cosa delle previsioni della teoria economica". Benché ha formulato il principio delle aspettative razionali in un contesto microeconomico, è stato usato in campo macroeconomico da Robert Lucas, Jr., Finn E. Kydland, Edward C. Prescott, Neil Wallace, Thomas J. Sargent, e altri.

## Biografia
Ph.D. in economia matematica alla Carnegie Mellon University, per primo nel 1954 ha ricevuto il premio Alexander Henderson. Ha svolto attività di ricerca alla Carnegie Mellon dal 1956 al 1959, per poi svolgere l'attività di professore fino al 1964.

## Holt, Modigliani, Muth, and Simon (1960)
Mentre John Muth sviluppava il concetto di aspettative razionali, Herbert A. Simon stava raffinando le sue idee di razionalità limitata, mettendo in luce le limitate capacità di calcolo della gente.
Insieme a due colleghi della GSIA, Charles C. Holt and Franco Modigliani, Muth e Simon hanno scritto un libro sulla programmazione d'impresa. L'obiettivo era di ottenere regole operative facili da applicare. Erano economisti che stavano sviluppando modelli differenti, ma cercavano una soluzione allo stesso problema.

## Muth (1960)
Phillip Cagan, Milton Friedman e altri hanno usato una versione aggiornata della teoria, la teoria delle aspettative adattive per prevedere la variabile "reddito permanente".  
Nel suo scritto "Optimal Properties of Exponentially Weighted Forecasts", pubblicato nel 1960 sul Journal of the American Statistical Association, Muth ha razionalizzato il modello delle aspettative adattive di Friedman per calcolare il reddito permanente. 

## Muth (1961)
In contrasto con le teorie di Simon, Muth spinge avanti la sua ipotesi: "Vorrei suggerire che le aspettative, poiché sono previsioni di eventi futuri, sono essenzialmente la stessa cosa delle previsioni della teoria economica" definendo razionali tali aspettative per distinguerle dalle attese di ciò che le imprese dovrebbero fare.
t.b.a.
( Deirdre N. McCloskey, The Rhetoric of Economics, 2ª ed., Univ of Wisconsin Press, 1998, ISBN 978-0-299-15814-9. Page 53.)

## Eredità
È difficile trovare settori dell'economia che non sono stati influenzati dai lavori di Muth. Quasi paradossalmente l'alternativa all'ipotesi di Muth deriva dal lavoro del suo collega Simon e dal suo concetto di razionalità limitata.

## Lavori
- Charles C. Holt, Franco Modigliani, John F. Muth, and Herbert A. Simon (1960). Planning Production, Inventories, and Work Force.
- John F. Muth. (1960). "Optimal Properties of Exponentially Weighted Forecasts", JASA
- John F. Muth. (1961). "Rational Expectations and the Theory of Price Movements", Econometrica 29, pp. 315-335.